# Sala (Longobardi)
La sala era la struttura organizzativa della piccola proprietà terriera creata durante le prime fasi del Regno longobardo in Italia. 
Il nome deriva dal longobardo sala, termine in realtà presente anche in altre lingue germaniche (francone) che in origine significava "costruzione con un solo grande vano". Successivamente è andato ad indicare la casa padronale della curtis, ovvero la casa per la raccolta delle derrate dovute al padrone. Alle sale spettava infatti la riscossione della tertia, cioè del tributo pari a un terzo del raccolto, pretesa dall'aristocrazia dai contadini italici sottomessi, secondo uno schema consueto nei Regni romano-germanici.

## Toponomastica

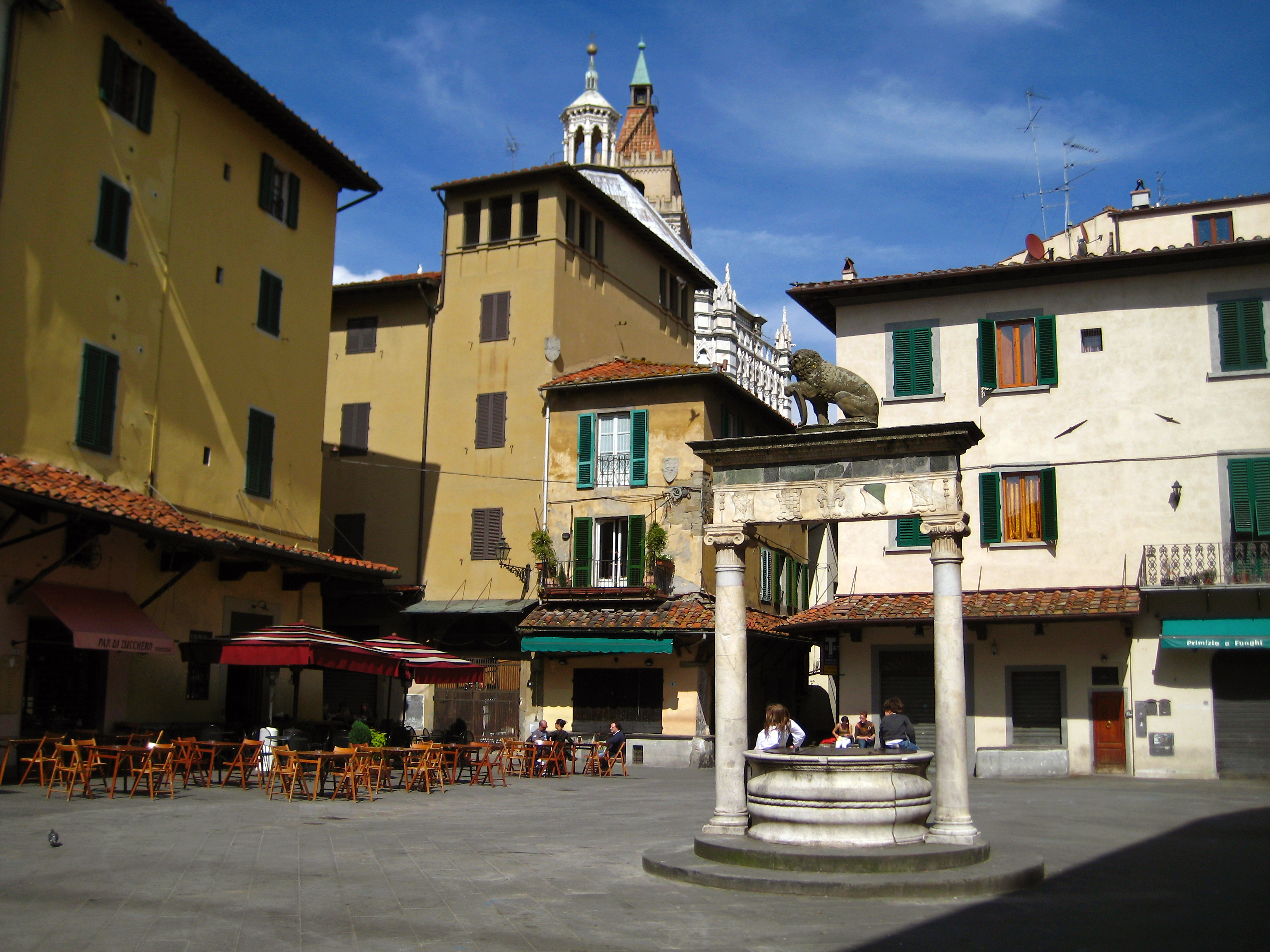
Piazza della Sala, centro storico di Pistoia. In epoca longobarda ospitava la curtis domini regis, il palazzo del Gastaldo

La diffusione delle sale ha lasciato consistenti tracce nell'odierna toponomastica italiana. Si deve tuttavia tener presente che, in senso lato, il termine significa semplicemente "casa di campagna"; in aggiunta, alcune località potrebbero avere un'etimologia ben più antica, derivando da una parola pre-latina che significa "canale, acquitrino".
I toponimi si distribuiscono prevalentemente nell'Italia settentrionale. Meno diffusi nel Meridione, ma non era così in passato, come testimoniato da una vasta raccolta di nomi di luogo storicamente attestati riportata nei Riflessi linguistici della dominazione longobarda nell'Italia mediana e meridionale di Francesco Sabatini.
- Sala, frazione di Istrana (TV)[2][3]
- Sala al Barro, frazione di Galbiate (LC)[2]
- Sala Baganza (PR)[2]
- Sala Biellese (BI)[2]
- Sala Bolognese (BO)[2]
- Sala Comacina (CO)[2]
- Sala Monferrato (AL)[2]
- Sala Consilina (SA)[2]
- Sale (AL)[2]
- Sale, frazione di Gussago (BS)[2]
- Sale Castelnuovo, odierna Castelnuovo Nigra (TO)[2]
- Sale delle Langhe (CN)[2]
- Sale Marasino (BS)[2]
- Sali Vercellese (VC)[2]
- Santa Maria di Sala (VE)[2]